# تعقیب و گریز خطرناک
تعقیب و گریز خطرناک (انگلیسی: Kimi yo Fundo no Kawa o Watare) یک فیلم جنایی تریلر سینمای ژاپن محصول ۱۹۷۶ به کارگردانی جونیا ساتو است.